# 杜村关公庙
杜村关公庙是一座古建筑，建于清代，位于山西省晋中市平遥县中都乡杜村东门外。
1982年10月10日，杜村关公庙公布为平遥县文物保护单位。